# 月紋環蝶屬
月紋環蝶屬（學名：Selenophanes）是閃蝶亞科大翅環蝶族中的一個屬。分佈於新熱帶界。寄主植物為禾本科植物。

## 物種
- 月紋環蝶 （Selenophanes cassiope） (Cramer, 1775)
- 耀月紋環蝶 （Selenophanes josephus） (Godman & Salvin, 1881)
- 紅波月紋環蝶 （Selenophanes supremus） Stichel, 1901